# Großsteingräber bei Besenhorst
Die Großsteingräber bei Besenhorst waren zwei megalithische Grabanlagen der jungsteinzeitlichen Nordgruppe der Trichterbecherkultur bei Besenhorst, einem Ortsteil der Gemeinde Geesthacht im Kreis Herzogtum Lauenburg in Schleswig-Holstein. Sie wurden im 19. und frühen 20. Jahrhundert sukzessive zerstört. Die Reste von Grab 1 wurden 1888–1892 archäologisch untersucht.

## Forschungsgeschichte
Die Steine der Grabkammern und Umfassungen der beiden Gräber wurden bereits im Verlauf des 19. Jahrhunderts restlos entfernt. 1850 wurde mindestens ein großer Findling zerschlagen und zu Prellsteinen verarbeitet, wie W. Andresen von einem Anwohner erfuhr. Andresen dokumentierte die beiden Anlagen in den Jahren 1888 bis 1892. Zu dieser Zeit waren nur noch die Hügelschüttungen erhalten. Grab 1 wurde von Andresen vollständig ausgegraben. Die dabei gemachten Funde sind teilweise verschollen. Die erhaltenen Stücke gelangten zunächst ins Völkerkundemuseum Hamburg, später ins Archäologische Museum Hamburg. Andresen hinterließ über seine Grabung nur Tagebucheinträge. Diese wurden erst 1951 von Karl Kersten für eine Monografie zu den vor- und frühgeschichtlichen Denkmälern des Kreises Herzogtum Lauenburg ausgewertet. Zu dieser Zeit war am Standort der beiden Gräber nur noch eine leichte Bodenwelle zu erkennen.

## Beschreibung

### Grab 1

#### Architektur
Diese Anlage besaß ein nordwest-südöstlich orientiertes Hünenbett, dessen Länge 1892 noch etwa 40 m betrug. Seine Breite betrug 14 m und die erhaltene Höhe 0,5 m. Die Hügelschüttung war überpflügt und von den Umfassungssteinen fand Andresen nur noch Bruchstücke vor. Die Grabkammer lag in der Mitte des Hügels. Hier fand Andresen noch etliche Steinsplitter sowie Reste eines Pflasters aus gebrannten Feuerstein. Die Maße und die ursprüngliche Form der Kammer ließen sich nicht mehr bestimmen.

#### Bestattungen
Andresen fand in der Kammer unverbrannte Knochenreste, die wahrscheinlich von Bestattungen stammten. Die Knochen wurden nicht aufgehoben.

#### Beigaben
Andresens Keramikfunde umfassen eine unverzierte Schale, einen verzierten Becher sowie Scherben weiterer Gefäße (ein verzierter Schulternapf, eine verzierte Schale, ein verziertes Tonnengefäß und eine verzierte Scherbe eines unbestimmten Gefäßes).
An Feuersteingeräten wurden drei Klingen, zwei Klingenbruchstücke, zwei Beile, zwei Bruchstücke von Beilen und drei querschneidige Pfeilspitzen gefunden.
Bei den gefundenen Schmuckgegenständen handelte es sich um eine unregelmäßig geformte Bernstein-Perle und um das Bruchstück einer weiteren.
Eine Klinge sowie sämtliche Beile und Pfeilspitzen verblieben in Adresens Privatbesitz und sind heute verschollen. Die restlichen Stücke gelangten ins Museum nach Hamburg.

### Grab 2

#### Architektur
Das südwestlich von Grab 1 gelegene Grab 2 besaß ein nordwest-südöstlich orientiertes Hünenbett, dessen Länge 1892 noch etwa 30 m betrug. Seine Breite betrug zwischen 10 m und 12 m. Die Hügelschüttung war bereits extrem verflacht und ihre Ränder stark verwaschen. Von der Umfassung und der Grabkammer konnte Andresen keine Reste mehr ausmachen.

#### Beigaben
Auf der Oberfläche der Hügelschüttung fand Andresen noch einige Keramikscherben mit Tiefstichverzierung, darunter ein Bruchstück eines Henkels.